# Herbert Eichhorn (Politiker)

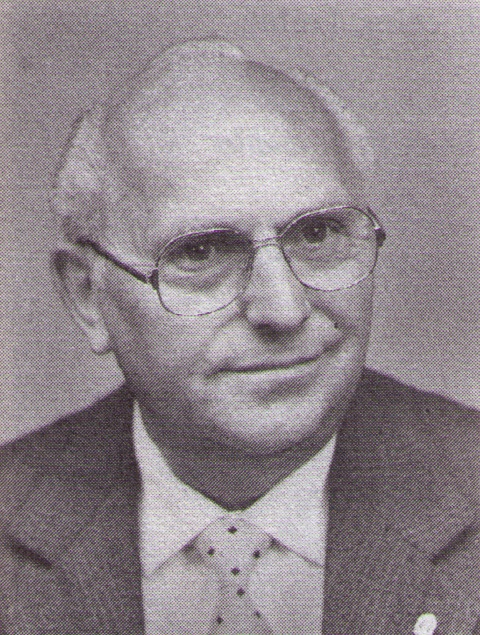
Herbert Eichhorn um 1982

Herbert Eichhorn (* 12. Juli 1921 in Krebes; † 24. August 2000 in Sommerfeld) war ein deutscher Buchhalter, Landwirt, Diplomstaatswissenschaftler und Gründungsmitglied der Demokratischen Bauernpartei Deutschlands (DBD).

## Leben
Herbert Eichhorn absolvierte 1936 bis 1939 eine Lehre als landwirtschaftlicher Buchhalter. Am 14. Juni 1939 beantragte er die Aufnahme in die NSDAP und wurde zum 1. September desselben Jahres aufgenommen (Mitgliedsnummer 7.175.838). Eichhorn wurde Soldat im Zweiten Weltkrieg.
Von 1945 bis 1947 war er als Landarbeiter tätig und Mitglied des Gemeinderates und der Kommission zur Durchführung der demokratischen Bodenreform. 1947 trat Eichhorn in den Freien Deutschen Gewerkschaftsbund (FDGB) ein und war 1948 Gründungsmitglied der Demokratischen Bauernpartei Deutschlands. Daneben war er 1947 bis 1950 Sekretär im Kreisverband Plauen beziehungsweise Landessekretariat der Vereinigung der gegenseitigen Bauernhilfe (VdgB). 1950 wurde er Landesgeschäftsführer der DBD in Sachsen und hatte dieses Amt bis 1952 inne.
Von 1952 bis 1955 war Eichhorn Abgeordneter des Bezirkstags Leipzig und Stellvertreter des Vorsitzenden des Rates des Bezirkes Leipzig und ab 1955 Mitglied des Präsidiums der DBD und Mitglied des Präsidiums der Vereinigung der gegenseitigen Bauernhilfe. Von 1955 bis 1962 war er Sekretär des Zentralverbandes der gegenseitigen Bauernhilfe und von 1955 bis 1968 Mitglied der Zentralen Revisionskommission.
Ab 1963 gehörte Eichhorn dem Präsidiums und dem Sekretariat des Nationalrates der Nationalen Front an. 1965 erlangte er die Qualifikation eines „staatlich geprüften Landwirtes“.
Ab 1968 war er Mitglied des Genossenschaftsrates des Verband der Kleingärtner, Siedler und Kleintierzüchter (VKSK) und studierte 1970 bis 1973 an der Akademie für Staats- und Rechtswissenschaften in Potsdam-Babelsberg mit dem Abschluss als Diplomstaatswissenschaftler. 1970 wurde er Präsidiumsmitglied des VKSK, 1975 Mitglied des Präsidiums der Freundschaftsgesellschaft DDR–Afrika und 1979 Mitglied des Zentralverbandes der Gesellschaft für Denkmalpflege im Kulturbund der DDR. Weiterhin war er ab 1971 Abgeordneter der Volkskammer und stellvertretender Vorsitzender des Ausschusses für Haushalt und Finanzen.
Eichhorn wurde unter anderem mit dem Vaterländischen Verdienstorden in Gold, Silber und Bronze, mit dem Banner der Arbeit Stufe I, mit der Verdienstmedaille der DDR ausgezeichnet.
Er war verheiratet und hatte eine Tochter.